# While You Weren't Looking
Pour plus de détails, voir Fiche technique et Distribution.
While You Weren't Looking est un film sud-africain réalisé par Catherine Stewart, sorti en 2015.

## Synopsis
Le film décrit la vie et les expériences des gays et lesbiennes dans l'Afrique du Sud contemporaine.

## Fiche technique
- Titre : While You Weren't Looking
- Réalisation : Catherine Stewart
- Scénario : Vanessa Herman, Amy Jephta, Matthew Krouse, Nodi Murphy
- Producteur :
- Musique :
- Langue d'origine : Anglais, Xhosa, Afrikaans
- Pays d'origine : Afrique du Sud
- Genre : Drame
- Lieux de tournage : Le Cap, Afrique du Sud.
- Durée : 104 minutes (1 h 44)
- Date de sortie :
- États-Unis 2 mai 2015 (Miami Gay and Lesbian Film Festival)
- Afrique du Sud 20 juillet 2015 (Durban International Film Festival)

## Distribution
- Sibongile Mlambo : l'étudiante
- Sandi Schultz : Dez
- Thishiwe Ziqubu : Shado
- Lionel Newton : Mack
- Tina Jaxa : Milly
- Terence Bridgett : Tiny
- Fezile Mpela : Joe
- Camilla Lilly Waldman : Terri
- Petronella Tshuma : Asanda
- Pascual Wakefield : Greg
- Jill Levenberg : Yasmin
- Malefane Mosuhi : Gift